# Hans Geiler

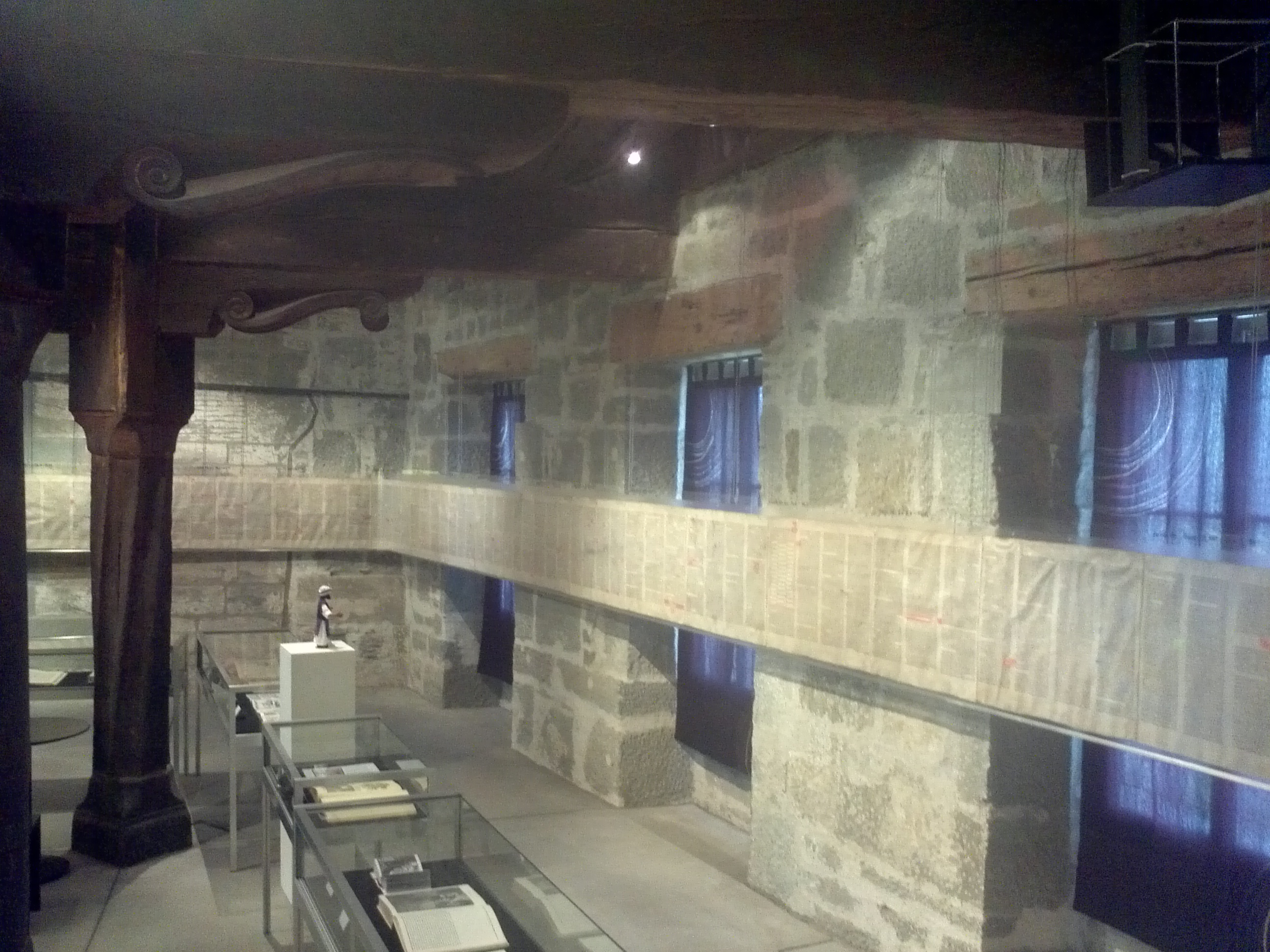
Teil eines Deckenbalkens im Erdgeschoss des Gutenberg Museums in Freiburg

Hans Geiler († um 1534/35 in Freiburg im Üechtland) war ein Bildhauer des 16. Jahrhunderts, der zwischen 1513 und 1534 eine Werkstatt in Freiburg im Üechtland (Schweiz) betrieb. Er arbeitete sich rasch zum führenden Handwerker der Stadt empor und schuf zahlreiche Skulpturen.

## Biografie
Hans Geiler liess sich nach 1513 in Freiburg im Üechtland nieder und wurde rasch der halboffizielle Bildhauer der Stadt. 1516 erwarb er das Freiburger Bürgerrecht. Er lebte am Besen- oder Hochzeitergässchen, war Mitglied der Krämerzunft und amtete als Fisch- und Heringbeschauer sowie als Fischwart. Über seine familiäre Situation ist nichts bekannt. In technischer und stilistischer Hinsicht lassen sich in seinem Schaffen zwei Phasen unterscheiden. Die erste, deren Mittelpunkt der Furno-Altar bildet, umfasst die zwischen 1515 und 1520 geschaffenen Werke. Die Arbeiten der zweiten Phase zwischen 1525 und 1530 sind, wie das Estavayer-Blonay-Retabel, durch einen grösseren Realismus gekennzeichnet.

## Stil
Die Skulpturen seiner Werkstatt sind von meditativer Melancholie. Sie scheinen vollkommen mit sich selber beschäftigt zu sein und keinen Kontakt zum Betrachter aufzunehmen. Die überschlanken Körper besitzen einen kleinen Kopf und sind S-förmig gebogen. Die stark gefältelten Gewänder lassen den Körper nur wenig hervortreten. Allerdings täuschen die raffinierten Kompositionen geschickt über den Mangel an echter Körperlichkeit, natürlicher Bewegung und korrekter Anatomie hinweg. Von den 1520er Jahren an gewinnen die Figuren eine stärkere physische Präsenz, einen offeneren Blick und eine aufrechtere Haltung.
Die Köpfe sind stets von hochovaler Form und gewöhnlich zur Seite geneigt. Die fein gezeichneten Augen mit betonten Oberlidern sind sehr charakteristisch für den Stil der Werkstatt; ihr fast immer nach unten gerichteter Blick verleiht ihnen ihren ausgeprägt melancholischen Ausdruck. Die Gesichter der Frauen und jungen Männer zeichnen sich durch ihre Zartheit aus: glatte Haut, lange, schlanke Nase, schmale Lippen, spitzes Kinn. Die älteren Männer sind durch wulstige Brauen, kräftige Backenknochen, Krähenfüsse, vertikale Falten über der Nasenwurzel und lange, regelmässige Bart- und Haarlocken gekennzeichnet. Alle Skulpturen weisen die gleichen, leicht variierten Gewandfalten auf.
Geiler schuf auch zahlreiche Kruzifixe. Rund zwanzig sind bekannt, die alle demselben Typus folgen. Der Gekreuzigte erscheint in gestreckter, leicht nach rechts schwingender Haltung. Das Haupt ist nach rechts geneigt, Augen und Mund sind leicht geöffnet. Die Haare liegen als Masse auf der rechten Schulter. Die heute häufig fehlende Dornenkrone war aus echten Ästen geflochten.

## Technik
Die Skulpturen aus der Werkstatt Hans Geilers weisen mehrere technische Merkmale auf, durch die sie sich von jenen anderer Werkstätten unterscheiden. Das erste ist die Unbekümmertheit bei der Wahl des Holzes. Geiler verwendete grobe Materialien und nahm zahlreiche Anstückungen vor. Die Hände waren gewöhnlich angesetzt und in den Ärmeln verdübelt. Durchbrüche in der Holzschale wurden mit groben Holzklötzen verschlossen. Die rückseitige Höhlung weist quer zur Faser ausgeführte Schnitte auf.
Eine weitere Besonderheit ist darin zu sehen, dass gewisse Skulpturen der Geiler-Werkstatt die ersten und einzigen Werke der spätgotischen Plastik Freiburgs sind, die Hinweise auf eine monochrome, holzsichtige Fassung liefern. Diese Praxis findet man im frühen 16. Jahrhundert auch bei Veit Stoss, Tilman Riemenschneider oder Hans Brüggemann.

## Kunsthistorische Einordnung der Werkstatt Hans Geilers
Hans Geiler erhielt seine Ausbildung am Oberrhein in der Werkstatt von Hans Bongart. Stilistisch gibt es Verbindungen zu den Werkstätten von Michel Erhaert und Niklaus Weckmann in Ulm und von Jörg Lederer in Kaufbeuren, für die Kruzifixe auch zur Riemenschneider-Werkstatt in Würzburg. Es spricht für sich, dass Werke wie die Madonna in der Sammlung Bollert in München oder das Kreuzigungsretabel in Paris, deren Zugehörigkeit zur Freiburger Plastik noch kaum bekannt ist, Werkstätten in Schwaben zugeschrieben wurden.

## Geiler als Marktführer
Mit Geilers Niederlassung in Freiburg im Jahr 1513 besass die Stadt plötzlich drei Bildhauerwerkstätten. Das Marktgefüge schien sich rasch zu verändern, und Geiler erhielt bedeutendere Aufträge, die ihm von wichtigen politischen oder klerikalen Persönlichkeiten (Peter Falck, Jean Furno, Claude d’Estavayer) oder von den Städten Bern und Freiburg (Retabel von Grandson) erteilt wurden. Die beiden anderen Bildhauer, Hans Roditzer und Martin Gramp, schienen sich auf Schreiner- und Tischlerarbeiten konzentriert zu haben, etwa für die Ausstattung des Rathauses. Gemäss den Quellen dürfte Martin Gramp keine Aufträge für eigentliche Skulpturen mehr erhalten haben, und Hans Roditzer begnügte sich mit der Ausführung kleiner Retabel für Dorfpfarreien. Offenbar hatte diese Situation Bestand bis zum Tod Roditzers (1521/22) und Gramps (1524/25) und bis zum Auftauchen von Hans Gieng in Freiburg (1524 oder kurz zuvor).

## Skulpturen aus der Werkstatt Hans Geilers
- Kreuzabnahmerelief, um 1515 (Zürich, Schweizerisches Landesmuseum, Inv. Nr. LM-17557)
- Madonna mit Kind (sog. Vierge Tièche) aus der Kirche St. Nikolaus, Freiburg, 1515–1520 (Museum für Kunst und Geschichte Freiburg, Inv. Nr. D 2006–533)
- Hl. Diakon (Laurentius?), um 1515–1520 (Museum für Kunst und Geschichte Freiburg, Inv. Nr. MAHF 2430)
- Furno-Retabel, um 1518 (Freiburg, Franziskanerkirche)
- Georgsbrunnen auf dem Rathausplatz in Freiburg, 1524–1525 (Museum für Kunst und Geschichte Freiburg, Inv. Nr. MAHF 1975–394)
- Estavayer-Blonay-Retabel, 1527 (Estavayer-le-Lac, Dominikanerinnenkirche)